# 龍華路
龍華路是中華人民共和國上海市徐匯區一條西南-東北走向道路，南起龍水北路，北至東安路，全長1880米，寬為14.5至20米。路名來源自龍華鎮。道路於清朝同治九年（1870年）後開闢。沿途有龍華烈士陵園和東安公園。